# Sondernach
Sondernach település Franciaországban, Haut-Rhin megyében. Lakosainak száma 593 fő (2022. január 1.). Sondernach Linthal, Luttenbach-près-Munster, Breitenbach-Haut-Rhin, Mittlach, Muhlbach-sur-Munster és Metzeral községekkel határos.

## Népesség
A település népessége az elmúlt években az alábbi módon változott:
| Lakosok száma | 642  | 632  | 638  | 615  | 608  | 598  | 600  | 597  | 593  |
|               | 2013 | 2015 | 2016 | 2017 | 2018 | 2019 | 2020 | 2021 | 2022 |